# Хузега
Хузега — река в России, протекает по территории Паданского сельского поселения Медвежьегорского района и Поповпорожского сельского поселения Сегежского района Республики Карелии. Длина реки — 16 км.
Река берёт начало из болота без названия. Течёт преимущественно в северо-восточном направлении по заболоченной местности.
Река в общей сложности имеет три притока суммарной длиной 5,0 км.
Втекает на высоте 114,9 м над уровнем моря в реку Пезегу, впадающую в Линдозеро. Через Линдозеро протекает река Сегежу, которая, впадает в Выгозеро.
Населённые пункты на реке отсутствуют.
Код объекта в государственном водном реестре — 02020001212102000006223.